# Port lotniczy Chodżent
Port lotniczy Chodżent – międzynarodowy port lotniczy położony w Chodżencie, w Tadżykistanie.

## Linie lotnicze i połączenia
- Orenburg Airlines (Orenburg)
- S7 Airlines (Moskwa-Domodiedowo, Nowosybirsk, Czelabinsk)
- Samara Airlines (Samara)
- Tajik Air (Duszanbe, Jekaterynburg, Kulab, Moskwa-Domodiedowo, Nowosybirsk, Samara, Kurgonteppa, Ałmaty)
- KrasAir (Krasnojarsk)
- Ural Airlines (Jekaterynburg)
- UTair Aviation (Tiumen, Surgut)